# Caligo oberthürii
Caligo oberthürii är en fjärilsart som beskrevs av Deyrolle 1872. Caligo oberthürii ingår i släktet Caligo och familjen praktfjärilar. Inga underarter finns listade i Catalogue of Life.